# Normal delgrupp
En normal delgrupp är inom den abstrakta algebran en särskild sorts delgrupp, som är av fundamental betydelse vid konstruktionen av kvotgrupper. En delgrupp N till en grupp G, kallas för en normal delgrupp om den är invariant under varje inre automorfi på G, det vill säga om avbildningen g-1Ng = N för alla element g i G. Matematikern Évariste Galois var den förste, som insåg betydelsen av att skilja på vanliga och normala delgrupper.

## Definition
Om G är en grupp och N en delgrupp till G, så är N en normal delgrupp till G om N är invariant under konjugering. Detta kan även uttryckas enligt följande: N är normal, om för alla h i N och alla g i G, {\displaystyle ghg^{-1}} är ett element i N. 
Att N är en normal delgrupp till G skrivs oftast {\displaystyle N\triangleleft G} eller {\displaystyle G\triangleright N}.
Följande tre alternativa definitioner av normal delgrupp är ekvivalenta:
- N är en normal delgrupp i G om {\displaystyle \forall h\in N,\forall g\in G:ghg^{-1}\in N}
- N är en normal delgrupp i G om gN = Ng, det vill säga om N:s vänstersidoklasser och högersidoklasser sammanfaller.
- N är en normal delgrupp i G om det existerar en homomorfi på G vars kärna är N.

En normal delgrupp M säges vara en maximal normal delgrupp i G om M ≠ G och det inte finns någon normal delgrupp N i G sådan att {\displaystyle M<N<G}.

## Exempel
- {\displaystyle \{e\}}, vars enda element är det neutrala elementet och hela gruppen G är triviala normala delgrupper till G. Om G endast har triviala normala delgrupper, sägs G vara en enkel grupp.
- Om G är en abelsk grupp är samtliga dess delgrupper normala, ty {\displaystyle gN=Ng}. En grupp som inte är abelsk och vars alla delgrupper är normala kallas för hamiltonsk grupp.
- Den alternerande gruppen An, gruppen som består av alla jämna permutationer, är en normal delgrupp i den symmetriska gruppen Sn.

## Egenskaper
- Kärnan till en grupphomomorfi f : G → H är en normal delgrupp av G.
- Normalitet bevaras av surjektiva homomorfier.
- Om N är normal i G och F är en delgrupp i G sådan att N≤F≤G, så är N normal i F.
- Normalitet är inte en transitiv relation, en normal delgrupp till en normal delgrupp till G behöver inte vara normal i G.
- Om en delgrupp N till G är normal kan man bilda kvotgruppen {\displaystyle G/N}, ty man kan definiera multiplikation av sidoklasser enligt:

{\displaystyle (aN)(bN)=abN}
- {\displaystyle M\triangleleft G} är maximal om och endast om {\displaystyle G/M} är enkel.